# Marie Louise Coleiro Preca
Marie Louise Coleiro Preca Embaixador(a) da boa vontade da UNIDO (Qormi, 7 de dezembro de 1958) é uma política maltesa, foi presidente de seu país de 4 de abril de 2014 até 4 de abril de 2019, sido a mais jovem em ocupar esse cargo e a segunda mulher depois de Agatha Barbara.
Estudou na Universidade de Malta, onde formou-se em estudos humanísticos e de direito e obteve seu diploma como notário.
Marie-Louise é a nona pessoa a assumir o cargo de presidente de Malta e a segunda mulher a ocupar a posição de chefe de Estado maltês. Seu mandato terá duração de cinco anos. O poder do presidente de Malta, o menor estado da União Europeia, exerce principalmente um poder simbólico, que se restringe à representação protocolar do Estado e à nomeação dos juízes.

## Cargos políticos
- Membro do Fórum dos Jovens Laburistas
- Deputado de 1998 a 2014
- Ministra da Família e da Solidariedade Social de 2013 até 2014
- Presidente de Malta de 2014 até 2019

Em 1 de março 2014 aceitou a candidatura pelo Partido Trabalhista à presidencia da repùblica, sendo eleita em 4 de abril.

## Honrarias
- Grã Mestre do Xirka Ġieħ ir-Repubblika
- Companheira de honra da Ordem Nacional do Mérito desde 4 de abril 2014
- Grande-Colar da Ordem do Infante D. Henrique de Portugal (15 de maio de 2018)[4]